# Milford (Pennsylvania)
Milford is een plaats (borough) in de Amerikaanse staat Pennsylvania, en valt bestuurlijk gezien onder Pike County.

## Demografie
Bij de volkstelling in 2000 werd het aantal inwoners vastgesteld op 1104. In 2006 is het aantal inwoners door het United States Census Bureau geschat op 1221, een stijging van 117 (10,6%).

## Geografie
Volgens het United States Census Bureau beslaat de plaats een oppervlakte van 1,2 km², geheel bestaande uit land. Milford ligt op ongeveer 282 m boven zeeniveau.

## Plaatsen in de nabije omgeving
De onderstaande figuur toont nabijgelegen plaatsen in een straal van 24 km rond Milford.

## Geboren
- Vanessa Carlton (1980), singer-songwriter en pianiste